# Nate Mendel
Nathan Gregor Mendel (Richland, 2 dicembre 1968) è un bassista statunitense.

## Biografia
Inizia la sua carriera musicale nel gruppo punk Diddly Squat; successivamente fa parte di altri gruppi punk, tra cui Christ on a Crutch, i Brotherhood e i Galleons Lap. Prima di unirsi ai Foo Fighters nel 1995, è stato membro dei Juno e dei Sunny Day Real Estate fino al loro scioglimento.
Nel 2002, parallelamente alla sua attività nei Foo Fighters, si unisce agli altri membri dell'ormai ex gruppo Jeremy Enigk e al batterista William Goldsmith per formare i The Fire Theft, pubblicando un album omonimo nel 2003.
Nel giugno 2009 si è riunito ai Sunny Day Real Estate per una serie di tour.

## Stile e strumentazione

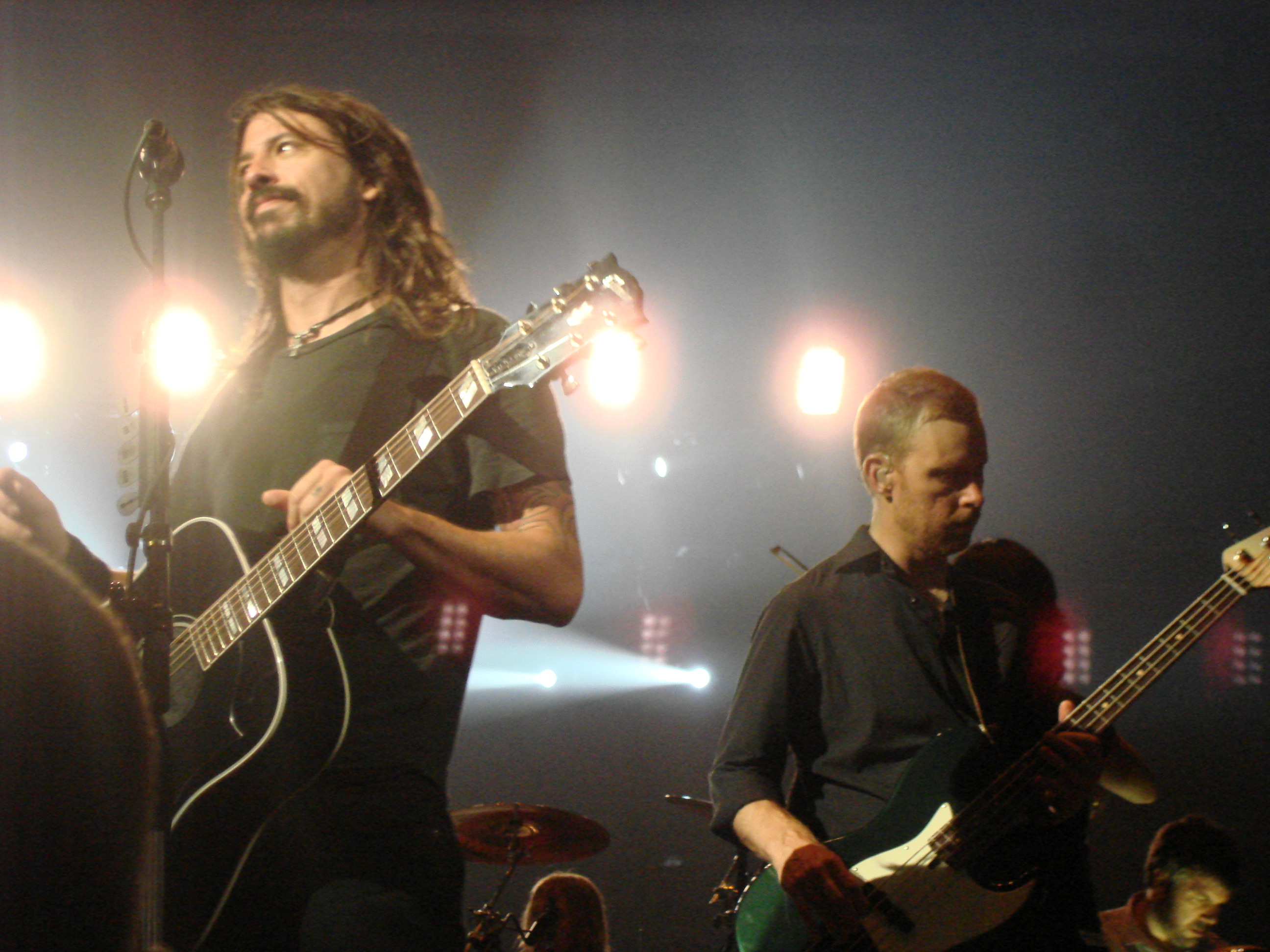
Mendel (a destra) e Dave Grohl durante un'esibizione

È noto per il suo costante uso quasi esclusivo del plettro, sebbene nel video di Long Road to Ruin e nella versione dal vivo di Marigold, da Skin and Bones, lo si veda usare le dita. Il suo stile è particolarmente sobrio, diretto e privo di ornamenti. Canta molto di rado, ed esclusivamente dal vivo come corista.
Durante le esibizioni suona spesso un Fender Precision Bass, un Bob Glaub Signature Precision della Lakland e occasionalmente un Gibson Thunderbird, mentre nei video sfoggia una vasta collezione, tra cui un Gibson Ripper (Best of You), un Fender Jazz Bass rosso (Long Road to Ruin), un Jazz Bass bianco e rosso (Monkey Wrench), e un Lakland (The Pretender). Come amplificatori usa un ABM e un Classic-Series della Ashdown. La sua pedaliera è formata da un Fulltone Bassdrive, un Boss GEB-7 Graphic Equalizer, e un Boss TU-2 Tuner.

## Vita privata, iniziative benefiche e curiosità
Mendel ha frequentato la Hanford High School di Richland. Nel gennaio 2000 ha organizzato un concerto a Los Angeles a beneficio di Alive & Well AIDS Alternatives, un gruppo che nega che l'HIV sia la causa dell'AIDS. Al concerto, la fondatrice del gruppo Christine Maggiore ha tenuto un discorso in cui ha attribuito l'AIDS all'uso di droghe, allo stress e ai farmaci, consigliando così alle persone di non fare il test per l'HIV, e di non sottoporsi al trattamento antiretrovirale se HIV-positivi. Maggiore seguì il suo stesso consiglio nel caso di sua figlia, che morì all'età di tre anni per una polmonite contratta come complicazione dell'AIDS non curata, nel 2005. La stessa Maggiore morì nel 2008 all'età di 52 anni, anche lei per una polmonite insorta come complicazione dell'AIDS. Sulla rivista Mother Jones, Mendel dichiarò che «... le idee comuni sull'AIDS sono basate su un'ipotesi che non regge davanti a un esame scientifico approfondito». Inoltre ha condannato i test dell'HIV per la supposta imprecisione e i farmaci per l'HIV per la loro «efficacia non dimostrata e tossicità dimostrata. Nessuna di queste affermazioni riflette la conoscenza scientifica attuale».
Nel 2005 ha interpretato un ruolo nel film indipendente Our Burden is Light di Denise Coates, nei panni di Devin, bassista di una band chiamata Bleeder, formata da Jessica Ballard, e Taylor Hawkins.